# Günther Klotz

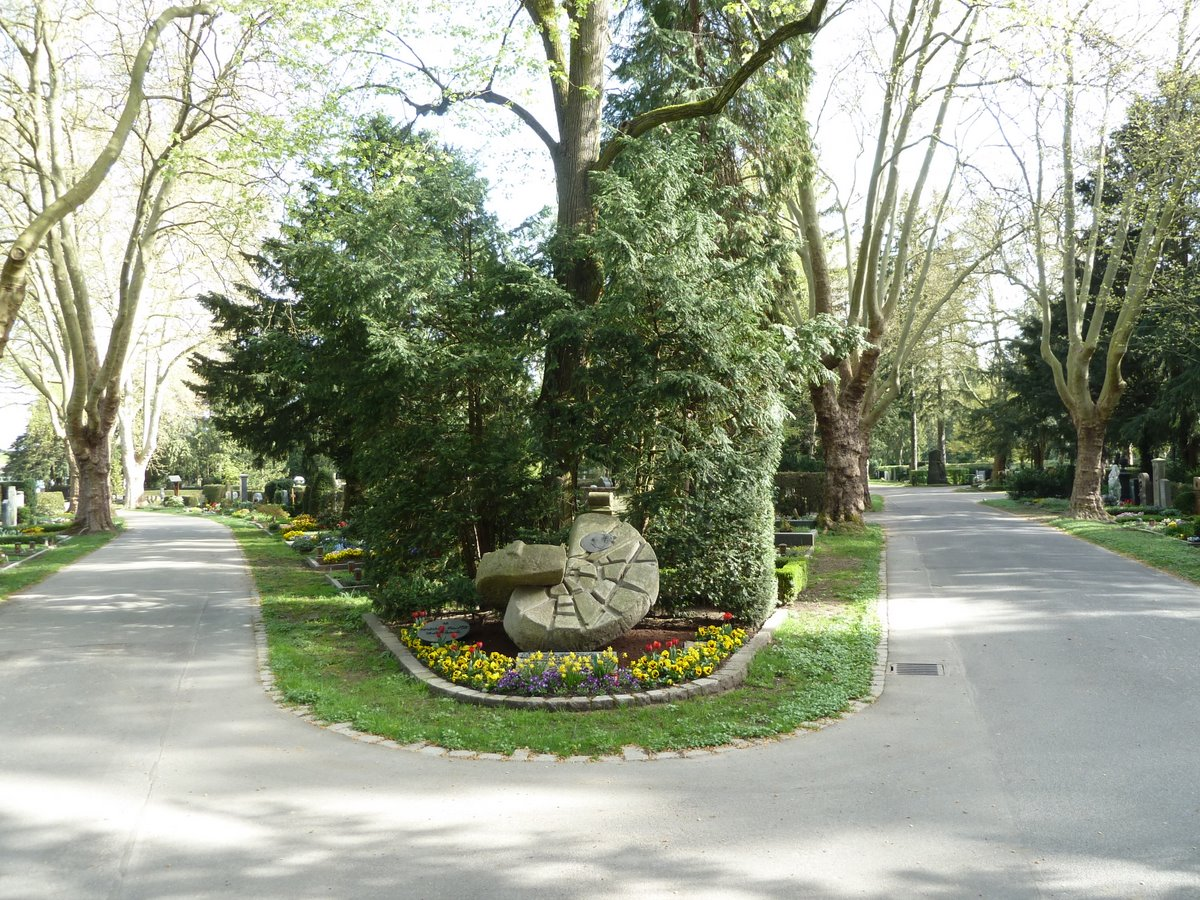
Sepultura de Günther Klotz no Hauptfriedhof Karlsruhe

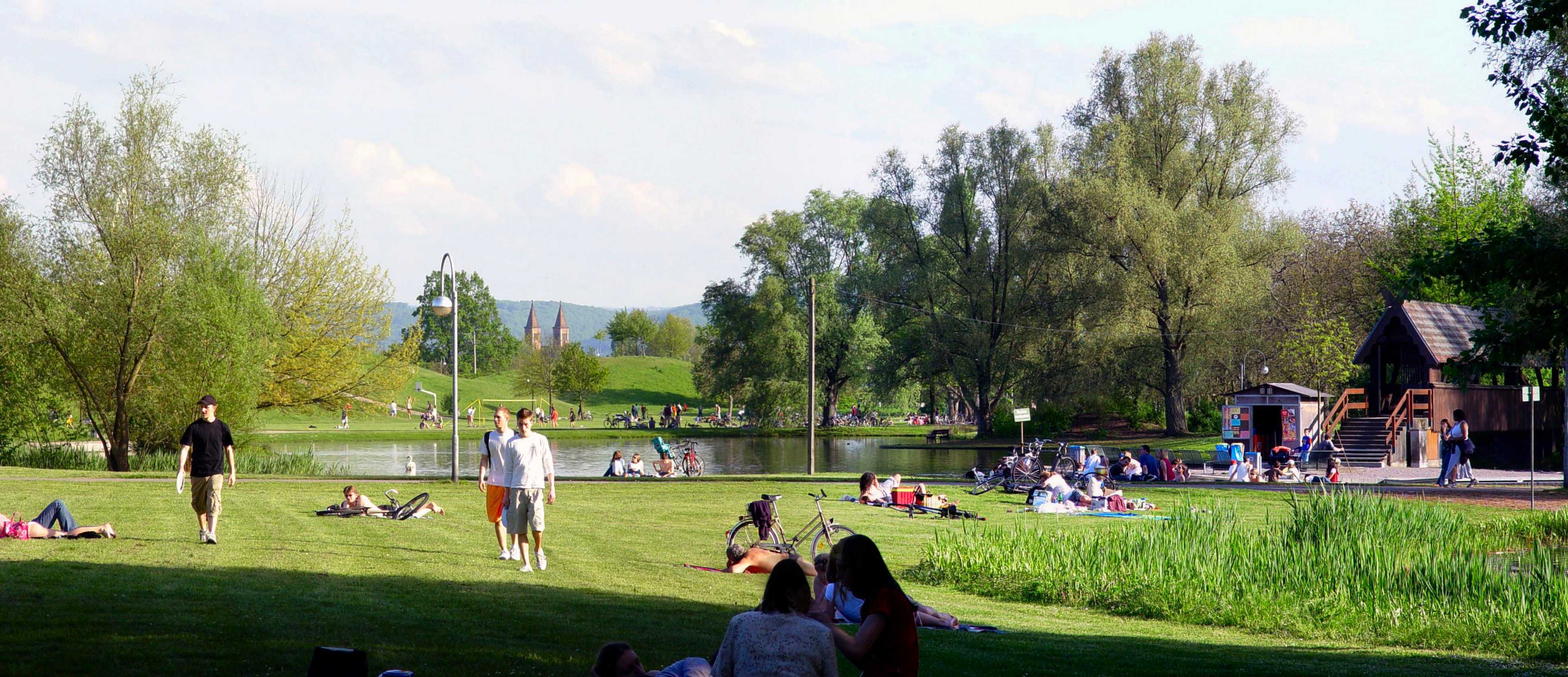
"Günther-Klotz-Anlage" no rio Alb em Karlsruhe

Günther Klotz (Freiburg im Breisgau, 21 de março de 1911 – Karlsruhe, 7 de abril de 1972) foi um político alemão. Foi Oberbürgermeister de Karlsruhe, de 1952 a 1970.